# Стивън Мичъл
Стивън А. Мичъл (на английски: Stephen A. Mitchell) е американски клиничен психолог и психоаналитик, чиито трудове помагат да се изяснят много противоречащи си психоаналитични теории и теоретици. Неговата книга в съавторство с Джей Грийнбъг „Обектните отношения в психоаналитичната теория“ (1983) става класическо ръководство в университетите и следдипломните институции, давайки ясно и систематично сравнение на това, което е изключително сложен и често объркващ набор от противоречащи си теории.